# سانتیم

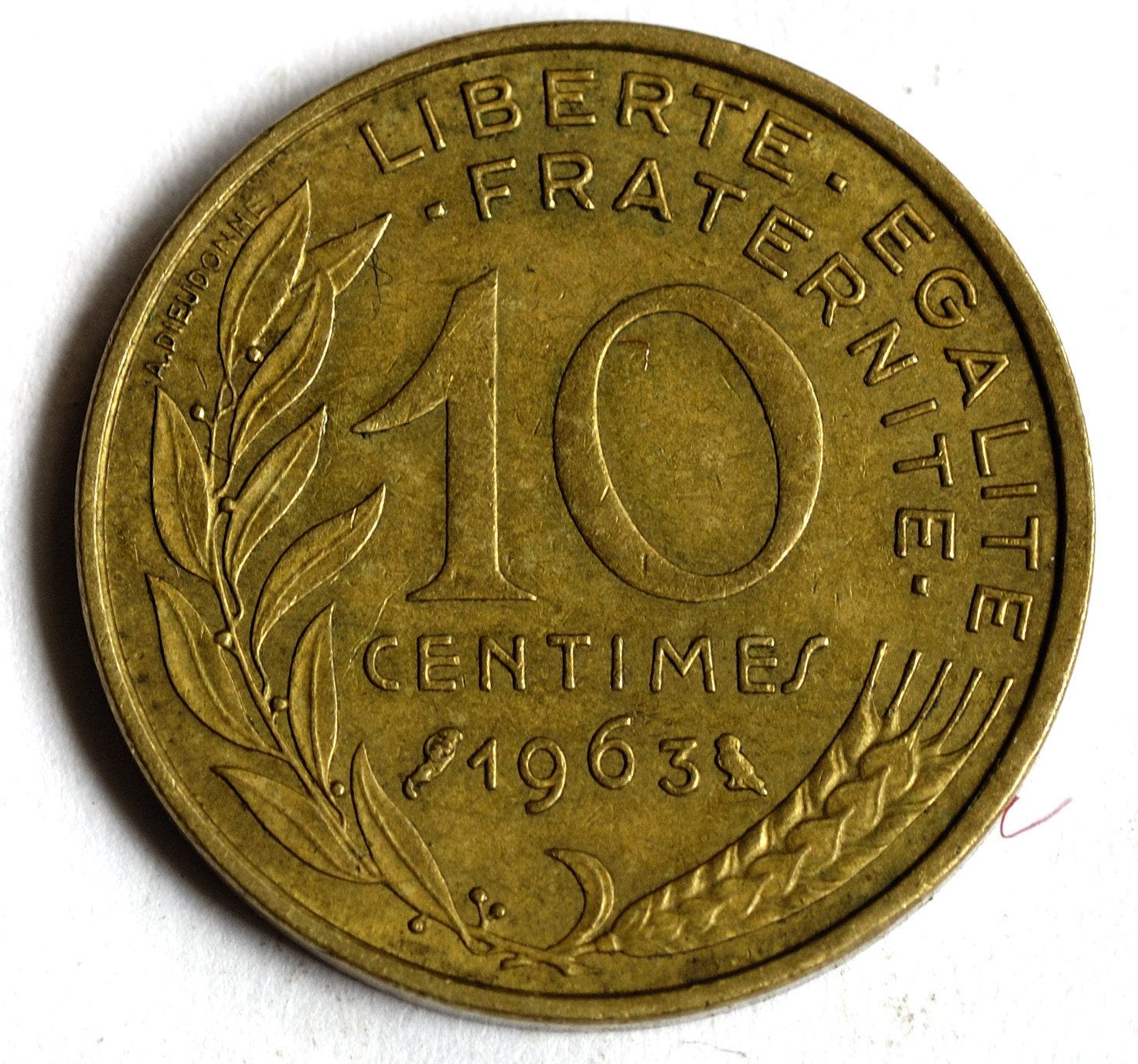
۱۰ سانتیم فرانسه (۱۹۶۳)

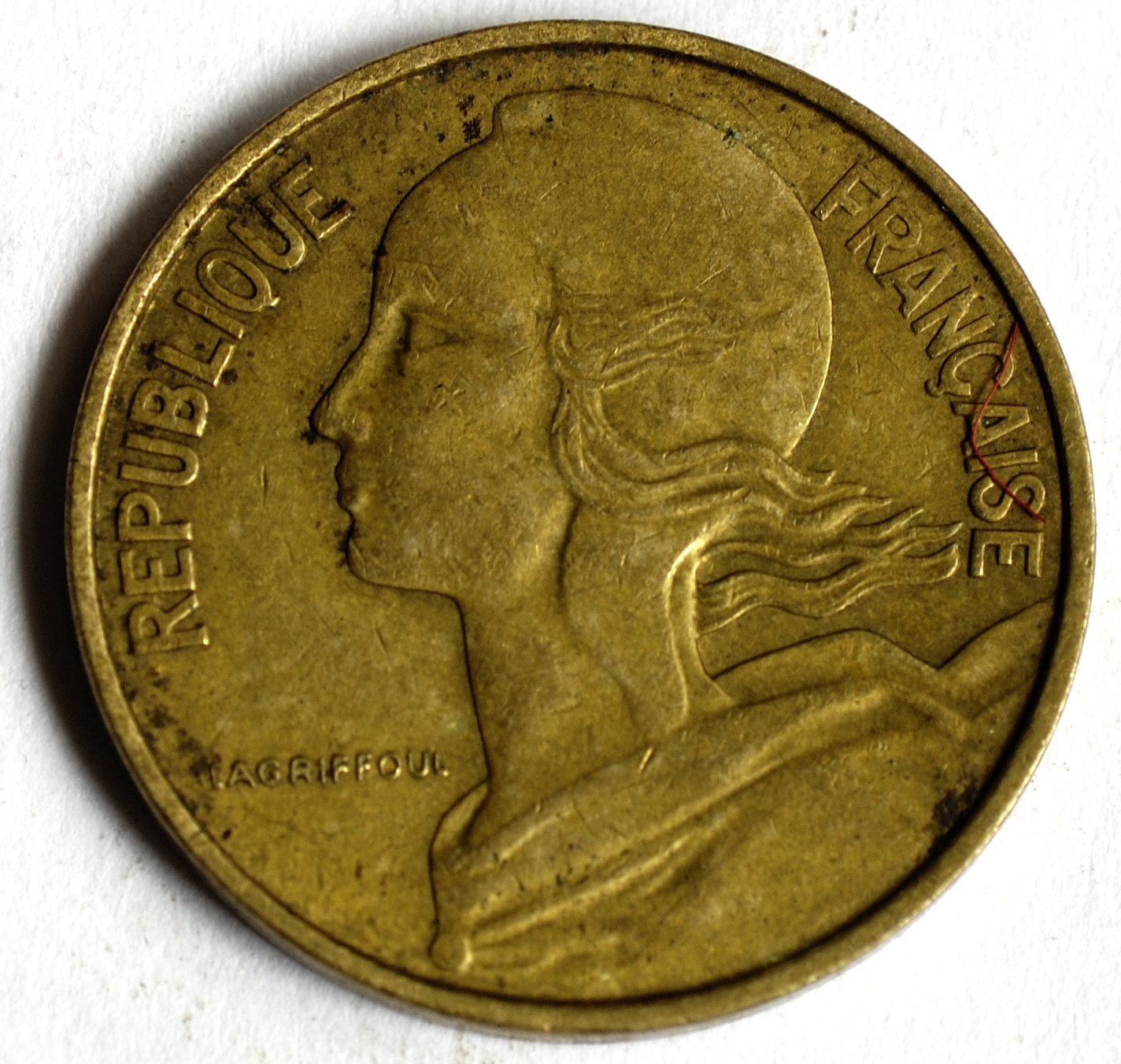
۱۰ سانتیم فرانسه (۱۹۶۳)

سانتیم (به لاتین: centesimus) در زبان فرانسوی به معنای یک صدم است و در کشورهای فرانسوی زبان و مستعمرات پیشین فرانسه به‌جای سنت استفاده می‌شود. استفاده از سانتیم در فرانسه به معرفی سیستم پولی اعشاری در زمان ناپلئون برمی‌گردد.

## کشورهایی که از سانتیم استفاده می‌کنند
| یکای پول        | نام کشور                                    |
| --------------- | ------------------------------------------- |
| بیر اتیوپی      | اتیوپی                                      |
| درهم مراکش      | مراکش                                       |
| دینار الجزایر   | الجزایر                                     |
| فرانک اقیانوسیه | پلی‌نزی فرانسه کالدونیای جدید والیس و فوتونا |
| فرانک بوروندی   | بوروندی                                     |
| فرانک جیبوتی    | جیبوتی                                      |
| فرانک رواندا    | رواندا                                      |
| فرانک سوئیس     | سوئیس لیختن‌اشتاین                           |
| فرانک سی‌اف‌ای    | آفریقای غربیآفریقای مرکزی                   |
| فرانک کمر       | کومور                                       |
| فرانک کنگو      | جمهوری کنگو                                 |
| فرانک گینه      | گینه                                        |
| گورد هائیتی     | هائیتی                                      |